# Husgölen (Fridlevstads socken, Blekinge, 624964-148284)
Husgölen är en sjö i Karlskrona kommun i Blekinge och ingår i Nättrabyåns huvudavrinningsområde.